# Antoon Berend Mink
 Antoon Berend Mink  (Den Helder, 21 oktober 1918 - Mauthausen, 7 september 1944) was Engelandvaarder en geheim agent tijdens de Tweede Wereldoorlog.
Anto(o)n was de zoon van Dirk Mink en Agatha Johanna Mink-Herderschee, het gezin woonde in 't Nieuwediep. In 1943 was zijn vader sergeant bij de Marine. Hij had op school gezeten in Amsterdam en Haarlem, had de ULO gedaan in Haarlem en zat van 1934-1937 op de vakschool in Den Helder. Daarna was hij een jaar leerling op een scheepswerf.
In mei 1938 moest hij in militaire dienst. In 1939 werd hij gepromoveerd tot sergeant bij de artillerie aan de kust. Op 15 juli 1940 werd hij gedemobiliseerd. Hij werd douanebeambte in Limburg en woonde in Bergeyk en vervolgens in Leende. Op 22 april 1942 besloot hij met twee collega's de Belgische grens over te steken en naar Engeland te gaan. Een week later bereikten ze het onbezette deel van Frankrijk. Daar werden ze gearresteerd. Ze zaten drie dagen in vast Châteauroux en kregen toen toestemming om naar Perpignan te gaan en daar de Nederlandse consul te bezoeken.  Op 24 juli staken ze de Pyreneeën over. In Bilbao scheepten zij zich met vijftig landgenoten in en voeren zij naar Curaçao. Via Cuba, New York en Canada bereikte hij Engeland op 18 december 1942. Bij de SOE kreeg hij een opleiding tot geheim agent.   
Mink maakte deel uit van Plan Holland en werd in de nacht van 21/22 mei 1943 geparachuteerd met Laurens Punt en Oscar de Brey. Ze werden door de Duitsers opgewacht en waren de laatste slachtoffers van het Englandspiel. Ze werden eerst naar kamp Haaren gebracht. Via strafkampen in Assen en Rawicz werden ze begin september 1944 naar concentratiekamp Mauthausen overgeplaatst, waar ze enkele dagen later werden gefusilleerd. 

## Onderscheidingen
- Bronzen Kruis, KB 2-5-1953/33 (inlichtingendienst)
- Kruis van Verdienste, KB 25-2-1943/33 (wegens Engelandvaart)